# Command & Conquer
Command & Conquer (thường được viết tắt là C&C hoặc CnC) là một thương hiệu video game theo phong cách chiến lược thời gian thực, bước đầu được phát triển bởi Westwood Studios và được coi là mở đầu của thể loại RTS. Game đầu tiên của thương hiệu là một trong các game sớm nhất của thể loại RTS, vốn dựa trên game chiến lược trước đó của Westwood Studios là Dune 2. Westwood Studios được Electronic Arts mua lại vào năm 1998 và cuối cùng đóng cửa vào năm 2003. Studio và một số thành viên của nó được sáp nhập vào EA Los Angeles và tiếp tục phát triển thương hiệu cho đến năm 2011.
Phiên bản đầu tiên, Command & Conquer được phát hành trên toàn thế giới bởi Westwood vào ngày 31 tháng 8 năm 1995 và có nội dung miêu tả Trái Đất bị ô nhiễm bởi một tài nguyên bí ẩn được biết như là Tiberium. Một cuộc chiến tranh toàn cầu xảy ra sau đó giữa Global Defense Initiative của Liên Hợp Quốc Brotherhood of Nod dẫn đầu bởi Kane. Rất thành công, trò chơi bao gồm hai đĩa CD chứa chiến dịch chơi đơn cho mỗi phe trong khi giới thiệu phần chơi mạng. Command & Conquer: Red Alert được phát hành vào năm 1996 và thiết lập trong một vũ trụ thay thế mà trong đó một cuộc chiến tranh giữa Liên Xô và Đồng Minh xảy ra. Vốn được phát triển như là phần trước của thương hiệu, Red Alert được tách ra thành một loạt game riêng biệt, nhẹ nhàng và hài hước, trong khi game gốc và những phần tiếp theo của nó trở nên nổi tiếng như là loạt "Tiberium", giữ lại phong cách sci-fi và nghiêm túc. Trò chơi đầu tiên do đó đôi khi được gọi là "Tiberian Dawn".

Biểu tượng của lực lượng GDI.

Biểu tượng của NOD.

Tựa game gốc được nối tiếp bởi Command & Conquer: Tiberian Sun vào năm 1999 và bản mở rộng của nó. Năm 2002, game bắn súng góc nhìn thứ nhất thiết lập trong vũ trụ Tiberium, Command & Conquer: Renegade, được phát hành và ca ngợi cho tính năng trực tuyến của nó. Command & Conquer 3: Tiberium Wars dự đoán cao phát hành trong năm 2007 và được nối tiếp bởi bản mở rộng Command & Conquer 3: Kane's Wrath. Command & Conquer 4: Tiberian Twilight, phát hành trong năm 2010 như là kết luận của loạt Tiberium, nhận được nhiều đánh giá hỗn hợp vì độ sai lệch của nó lối chơi truyền thống. Loạt Red Alert được tiếp tục bởi tựa game năm 2000 Command & Conquer: Red Alert 2 và bản mở rộng Yuri's Revenge cũng như Command & Conquer: Red Alert 3 trong năm 2008, trong đó giới thiệu phe thứ ba "Empire of the Rising Sun". Một trò chơi spin-off năm 2003, Command & Conquer: Generals, thiết lập trong một tương lai gần thực tế hơn với các phe Hoa Kỳ, Trung Quốc và Global Liberation Army và được theo sau bởi bản mở rộng, Zero Hour.
Loạt game ban đầu được bán cho một đối tượng nói tiếng Anh, mặc dù nhiều game của thương hiệu đã được dịch sang ngôn ngữ khác như Đức, Pháp, Tây Ban Nha, Hàn Quốc và Trung Quốc. Loạt game được phát triển chủ yếu cho máy tính cá nhân chạy Microsoft Windows, mặc dù một số game đã được chuyển đến máy console và Apple Macintosh. Tính đến tháng 7 năm 2010, thương hiệu Command & Conquer đã có đến 11 game chính và tám bản mở rộng. EA xác nhận rằng một tựa game free-to-play mang tên Command & Conquer đang được phát triển bởi studio BioWare Victory, dự kiến sẽ khởi động vào năm 2013. "Command & Conquer" là một thành công thương mại với hơn 30 triệu Command & Conquer game bán trong năm 2009.

## Lối chơi
Các game trong Command & Conquer đều thuộc thể loại chiến lược thời gian thực (RTS), với ngoại lệ của game bắn súng góc nhìn người thứ nhất Command & Conquer: Renegade. Một đặc điểm chủ yếu của thương hiệu là các chiến dịch song song của các phe phái khác nhau liên quan tới một cốt truyện trung tâm. Các trò chơi trong thương hiệu này cũng cung cấp nhiều lựa chọn cho phần chơi mạng, thông qua LAN và kết nối modem. Tất cả các game trong thương hiệu này cũng có thể chơi trực tuyến.
Tất cả các game chiến lược thời gian thực của Command & Conquer, ngoại trừ Command & Conquer: Generals và bản mở rộng của nó đều có tính năng "thanh bên" ("side bar") để chuyển hướng và kiểm soát trò chơi trái ngược với nhiều game khác tương tự, nơi mà thanh điều khiển nằm ở phía dưới màn hình.
Lối chơi của Command & Conquer thường đòi hỏi người chơi phải xây dựng một căn cứ và thu thập tài nguyên, để tài trợ cho việc sản xuất liên tục các đơn vị quân để tấn công và chinh phục căn cứ của đối thủ. Tất cả các cấu trúc của các phe được chọn bởi người chơi được xây dựng trên một mạng lưới gọi là "construction yard" - thường bắt đầu là xe lưu động cỡ lớn có khả năng triển khai thành công trình nói trên. Khi construction yard hoàn thành việc xây dựng một công trình mới, người chơi có thể chọn một điểm gần một công trình có từ trước để đặt nó, nơi cấu kiện đúc sẵn của công trình sau đó sẽ nhanh chóng được mở ra một cách đặc biệt.
Tất cả các game trừ Command & Conquer: Generals và bản mở rộng Zero Hour, tài nguyên được khai khác bởi đơn vị vận chuyển (Tiberium cho phân nhánh Tiberian của trò chơi hoặc quặng hay đá quý cho phân nhánh Red Alert) cho một công trình lọc ("refinery"). Công trình này sẽ chuyển đổi nguyên liệu thô thành nguồn tài nguyên có thể sử dụng được, thể hiện dưới dạng các khoản tín dụng. Bản thân nguyên liệu thô được lưu trữ trong các công trình lọc, và trong trường hợp đầy, là các công trình lưu trữ ("storage silo") (ngoại trừ các trò chơi trong phân nhánh Red Alert từ Red Alert 2 trở đi)
Tất cả các phe đều có các công trình và đơn vị có chức năng tương tự như nhau. Tuy nhiên, chúng được điều chỉnh để phù hợp với đặc điểm của mỗi phe và đã phần nào thay đổi các thuộc tính. Các đơn vị có thể được phân thành bộ binh, phương tiện và máy bay (lưu ý: trong phân nhánh Red Alert cũng có tàu hải quân). Các đơn vị có hiệu quả chống lại đối thủ theo nguyên tắc đá-giấy-kéo được tìm thấy trong hầu hết các game chiến lược thời gian thực.
Hầu như tất cả các công trình trong dòng game hoạt động như một hệ thống cây công nghệ, và các đơn vị bổ sung, cấu trúc và khả năng của các phe sẽ xuất hiện khi công trình mới được xây dựng. Truy cập vào các đơn vị tiên tiến và khả năng mới có thể tạm thời bị chặn lại nếu công trình yêu cầu bị phá hủy hoặc nếu không được cung cấp đầy đủ năng lượng từ các cấu trúc nhà máy điện ("power plant").

### Chơi mạng
Mỗi game của Command & Conquer đều có khả năng chơi mạng với các game thủ khác. Mỗi hộp của Command & Conquer đều có chứa hai bản sao đĩa CD của trò chơi, ngay lập tức làm cho phần chơi mạng có sẵn chỉ với một lần mua hàng duy nhất. Westwood Studios quảng cáo này trên bao bì với khẩu hiệu "Một bản sao thứ hai, vì vậy bạn và bạn bè của bạn có thể tiêu diệt lẫn nhau" ("A second copy, so you and your friend can destroy each other"). Điều này dẫn đến việc Command & Conquer trở thành tiêu đề game RTS đầu tiên có tính năng chơi trực tuyến  và điều này được coi là yếu tố bên ngoài dẫn đến sự thành công của Command & Conquer . Tất cả các game trong thương hiệu từ Command & Conquer: Red Alert 2 trở về trước cũng có 2 đĩa CD được sử dụng cho lý do này. Tuy nhiên, các trò chơi sau đó thì không còn.
Command & Conquer: Red Alert 3 được ghi nhận cho là trò chơi chiến lược thời gian thực đầu tiên cho phép người chơi hợp tác với nhau trong phần chơi chiến dịch thông qua việc chơi trực tuyến; những người chơi khác chỉ được hỗ trợ các chiến dịch chơi đơn. Tuy nhiên, chỉ có thể kết nối với các máy tính khác thông qua các máy chủ của EA và không có mạng LAN.
Trò chơi được phát triển bởi Westwood Westwood thông qua hệ thống Westwood Online độc quyền để tạo điều kiện thuận lợi cho trò chơi trên mạng Internet; Renegade cũng được hỗ trợ bởi Gamespy. Trò chơi sau khi nằm dưới sự phát triển của EA vẫn tiếp tục sử dụng Gamespy, nhưng bỏ sự hỗ trợ của Westwood Online bằng việc sử dụng máy chủ riêng của EA.
Các trò chơi khác của Westwood như Red Alert 2 và Tiberian Sun sử dụng 3 phần mềm cho trò chơi tuyến, bao gồm các phần mềm Hamachi và XWISC.

## Các game của thương hiệu

### Loạt Tiberian
Command & Conquer: Tiberian Dawn, phát hành vào ngày 31 tháng 8 năm 1995, là trò chơi đầu tiên trong thương hiệu và được coi như là tiêu đề game đầu tiên xác định và phổ biến rộng rãi thể loại chiến lược thời gian thực . Command & Conquer có hai phe phái chính là Global Defense Initiative (GDI) và Brotherhood of Nod (Nod). Command & Conquer được đón nhận rộng rãi và đánh giá cao bởi các nhà phê bình: "Command & Conquer là một trong những trò chơi máy tính hay nhất, rực rỡ nhất được thiết kế nhất mà tôi từng thấy" - theo lời của nhà phê bình GameSpot là Chris Hudak. Command & Conquer đạt được 94% số điểm tổng hợp từ Metacritic , còn bản mở rộng Covert Operations cũng nhận được số điểm là 72% ngay sau khi phát hành vào năm 1996 .
Command & Conquer: Tiberian Sun, phát hành 27 tháng 8 năm 1999, diễn ra khoảng 30 năm sau các sự kiện trong phiên bản trước. Trong khi Command & Conquer tập trung vào một hoàn cảnh chính trị giả tưởng trên thế giới, Tiberian Sun chuyển dịch đến một thiết lập kiểu khoa học viễn tưởng giống như trong bối cảnh ngày tận thế với Tiberium bắt đầu đồng hóa phần lớn các hệ sinh thái của Trái Đất. Năm 1998, Westwood Studios, nhà phát triển của Tiberian Sun được mua lại bởi Electronic Arts. Tuy nhiên EA không đóng góp trực tiếp vào sự phát triển của tựa game. So với người tiền nhiệm của nó, Tiberian Sun dựa chủ yếu vào các công nghệ khoa học viễn tưởng, và giới thiệu một engine trò chơi isometric minh họa các cấp độ địa hình khác nhau để cung cấp ấn tượng của một môi trường 3D thực sự.
Trong khi các đoạn cắt cảnh của Command & Conquer và Red Alert được quay từ góc nhìn người thứ nhất, Tiberian Sun vẫn sử dụng các hình ảnh điện ảnh truyền thống cho FMV của nó, vốn được biết đến qua các diễn viên Hollywood nổi tiếng như James Earl Jones của bộ ba Star Wars gốc và Michael Biehn của Kẻ hủy diệt và Aliens..
Tiberian Sun không được đánh giá cao như Command & Conquer với số điểm tổng hợp là 80% và 73% cho game và bản mở rộng của nó, Command & Conquer: Tiberian Sun – Firestorm. Tuy nhiên, cốt truyện vững chắc, những khái niệm mới, đồ họa thực tế hơn, nhạc tạo bầu không khí hay và lối chơi truyền thống vẫn được ca ngợi bởi các nhà phê bình, bù đắp cho các điểm yếu của nó.
Command & Conquer: Renegade, phát hành ngày 26 tháng 2 năm 2002, diễn ra trong những ngày cuối cùng của sự kiện trong Command & Conquer và là trò chơi cuối cùng của thương hiệu được tạo ra bởi Westwood Studios trước khi nhóm bị giải thể vào năm 2003. Không giống như các game khác trong thương hiệu, Renegade là một trò chơi bắn súng góc nhìn người thứ nhất , đem lại cơ hội duy nhất cho người chơi xem vũ trụ Command & Conquer từ góc nhìn người thứ nhất. Mặc dù chỉ nhận được đánh giá trung bình, với số điểm tổng hợp là 75% trên cả Rankings Game và Metacritic, Renegade được khen ngợi cho tính năng trực tuyến của mình: Gamespot trao giải "Wish it had been better" cho Renegade, phê phán phần chơi đơn nhưng nói rằng "Chơi mạng của C&C: Renegade có nhiều sáng tạo và thú vị ("C&C: Renegade's multiplayer was innovative and fun") . Phần chơi mạng được đánh giá cao do lối chơi trực tuyến khuyến khích làm việc theo nhóm và phối hợp tấn công người chơi khác không giống như những game bắn súng cùng thời .
Command & Conquer 3: Tiberium Wars, phát hành ngày 29 tháng 3 năm 2007, đã trở về cách chơi chiến lược thời gian thực gốc của thương hiệu. Là phần tiếp theo trực tiếp của Tiberian Sun, Tiberium Wars lấy bối cảnh khoảng 17 năm sau các sự kiện của Tiberian Sun, đồng thời bổ sung thêm phe thứ ba, Scrin. Phần tiếp theo này được đánh giá cao bởi người hâm mộ và nhà phê bình và đạt được một số điểm tổng hợp là 85% từ Rankings Game và Metacritic. Tạp chí PC Gamer của Hoa Kỳ đã xếp trò chơi ở danh mục "Editor's Choice" là 90%, nói rằng "One of the greatest RTS franchises of all time returns to glory", trong khi PC Gamer của Anh đã cho nó số điểm là 82%, nói rằng nó là "A welcome, but limited, return.".
Ngay sau sự phát hành của Tiberian Wars, bản mở rộng Command & Conquer 3: Kane's Wrath đã được công bố. Phát hành vào ngày 24 tháng 3 năm 2008, Kane's Wrath hạn chế người chơi chỉ có thể chơi Brotherhood of Nod ở chế độ chiến dịch, nhưng các phe phái gốc và sáu phe phái nhỏ vẫn có sẵn cho các chế độ chiến lược mới và chế độ Skirmish. Bản mở rộng đạt được một số điểm tổng hợp là 77%.
Command & Conquer 4: Tiberian Twilight, phát hành vào ngày 16 tháng 3 năm 2010, là một sự thay đổi lớn trong lối chơi của thương hiệu bằng cách loại bỏ việc khai khác tài nguyên và các công trình xây dựng cơ bản trong các trò chơi trước đó cũng như loại bỏ phe thứ 3, Scrin. Nó là phần tiếp theo của Kane's Wrath (tuy không nối tiếp cốt truyện hoàn toàn) và được thiết lập 10 năm sau những sự kiện cuối cùng của game khi mà Tiberium trong thời gian đó đã tiến đến giai đoạn tiến hóa tiếp theo của nó và nhanh chóng lan rộng trên toàn Trái Đất. Chỉ có phần chơi mạng được đánh giá cao. Game chủ yếu bị chỉ trích là về vấn đề điều khiển, đi xa khỏi lối chơi Command & Conquer cơ bản, thực tế là trò chơi có vẻ chỉ thích nghi cho chơi mạng hơn là chơi solo, chiến dịch ngắn với một kết thúc tiêu cực và hệ thống mở khóa phiền hà. Trò chơi chỉ được trao số điểm là 7,4 bởi IGN, ít hơn nhiều so với các game khác trong quá khứ.

### Loạt Red Alert
Command & Conquer: Red Alert, phát hành vào ngày 31 tháng 10 năm 1996, được đặt trong một vũ trụ song song của những năm 1950 và ban đầu được dự tính là phần trước của Command & Conquer , thiết lập Red Alert là đoạn mở đầu của toàn bộ phân nhánh Tiberian. Từ đó Louis Castle nói rằng kết nối Red Alert với loạt Tiberium là một "thử nghiệm không thành công". Red Alert có hai phe là Đồng Minh và Xô Viết tương tự như NATO và khối Warszawa trong Chiến tranh Lạnh. Trò chơi nhận được đánh giá cao từ các nhà phê bình và có số điểm trung bình cao nhất trong các game của thương hiệu Command & Conquer với số điểm trung bình trên 90% từ Game Rankings và Metacritic, không giống như của hai bản mở rộng, Red Alert: Counterstrike và Red Alert: The Aftermath vốn chỉ nhận được số điểm trung bình là 63% và 70%. Trước khi được tái phát hành như là phần mềm miễn phí vào ngày 31 tháng 8 năm 2008 bởi Electronic Arts thì Command & Conquer: Red Alert đã bán được hơn 3 triệu bản .
Command & Conquer: Red Alert 2 được phát hành vào ngày 23 tháng 10 năm 2000. Nó nổi bật với một cuộc xâm lược của Liên Xô vào Bắc Mỹ với xe tăng, lính nghĩa vụ, khí cầu khổng lồ, và mực khổng lồ chống tàu. Do thiếu sự tham chiếu đến phân nhánh Tiberium của thương hiệu, kết nối được thiết lập trong Red Alert đầu tiên trở nên không rõ ràng. Ý kiến về việc có hay không các sự kiện du hành vượt thời gian của thương hiệu đã hình thành một chuỗi liên tục riêng biệt hoặc chỉ là một cuộc phiêu lưu phía trên đường vào kỷ nguyên Tiberian. Tuy nhiên, theo gợi ý bởi những người sáng tạo ban đầu của thương hiệu, hiện làm việc tại Petroglyph Games, Red Alert 2 diễn ra trong một vũ trụ song song vốn là kết quả của cuộc thử nghiệm du hành vược thời gian diễn ra ở thời điểm nào đó trong phân nhánh Tiberian . Red Alert 2 một lần nữa nhận được đánh giá khá tích cực với số điểm tổng hợp là 86% từ Game Rankings.
Bản mở rộng của Red Alert 2, Command & Conquer: Yuri's Revenge được phát hành vào ngày 10 tháng 10 năm 2001. Trong Yuri's Revenge, một nhân vật cũ của Liên Xô tên là Yuri cố gắng để chinh phục thế giới bằng cách sử dụng công nghệ tâm linh và quân đội riêng của mình. Bản mở rộng chủ yếu được đánh giá tích cực. GameRankings cho số điểm trung bình là 85% dựa trên 31 nhận xét , khiến Yuri's Revenge là bản mở rộng nhận được số điểm trung bình cao nhất trong toàn bộ thương hiệu.
Command & Conquer: Red Alert 3, phát hành vào ngày 28 tháng 10 năm 2008, là tiếp nối của câu chuyện trong Red Alert 2 và tiếp tục chủ đề "light-hearted" trên Command & Conquer. Red Alert 3 leo thang vấn đề hơn nữa bằng cách giới thiệu nhiều đơn vị mới hài hước và phe Empire của phe Rising Sun, một phiên bản của Đế quốc Nhật Bản lấy cảm hứng từ anime. Người điều hành việc sản xuất là Chris Corry nêu trong một cuộc phỏng vấn trước đó là Red Alert 3 sẽ tiếp tục phân biệt các phe phái có thể chơi với nhau và "[play] up the silliness in their faction design whenever possible.".." Red Alert 3 có được một số điểm tổng hợp là 82% từ Metacritic. Phiên bản mở rộng độc lập của Red Alert 3, Command & Conquer: Red Alert 3 – Uprising được phát hành vào ngày 12 tháng 3 năm 2009 chỉ nhận được số điểm trung bình là 64% từ Metacritic. Một phiên bản mở rộng độc lập tải về cho PlayStation 3 và Xbox 360 được phát hành được với tên gọi là Command & Conquer: Red Alert 3 - Commander's Challenge chứa chế độ Commander's Challenge của Uprising cho hệ máy console.
Command & Conquer: Red Alert (iOS) được phát hành vào ngày 16 tháng 10 năm 2009 cho iPhone là một tiếp nối của câu chuyện trong Red Alert 2 và diễn ra trước Red Alert 3. Nó có hai phe Đồng minh và Xô Viết với một phe thứ ba, Empire of Rising Sun, sẽ được thêm vào trong bản mở rộng của nó.

### Loạt Generals
Command & Conquer: Generals, phát hành vào ngày 10 tháng 2 năm 2003, mang một cốt truyện hoàn toàn không liên quan đến các trò chơi khác của thương hiệu. Generals lấy bối cảnh trong tương lai gần với ba phe là Hoa Kỳ, Trung Quốc và tổ chức khủng bố hư cấu Global Liberation Army. Generals sử dụng một engine được đặt tên là "SAGE" (hoặc Strategy Action Game Engine) và là trò chơi chiến lược thời gian thực đầu tiên của thương hiệu có một môi trường 3 chiều đầy đủ.. Sau khi phát hành, Generals chủ yếu nhận được đánh giá tích cực. Dựa trên 34 đánh giá, Metacritic cho nó một số điểm là 84/100  trong đó bao gồm số điểm là 9.3/10 từ IGN . Game cũng đã nhận được giải thưởng trò chơi chiến lược hay nhất của Game Critics Awards từ E3 2002 . Một điểm đáng lưu ý rằng General là trò chơi đầu tiên trong thương hiệu không có các đoạn video cắt cảnh để kể cốt truyện và rằng nó có một giao diện điều khiển và cách xây dựng căn cứ độc đáo khác biệt với các trò chơi khác trong thương hiệu .
Bản mở rộng của General, Command & Conquer: Generals – Zero Hour, được phát hành vào ngày 22 tháng 9 năm 2003 để tiếp tục câu chuyện trong General. Không giống như General, Zero Hour đã có sự trở lại của các đoạn phim cắt cảnh. Zero Hour nhận được nhiều đánh giá giống như General với số điểm tổng hợp là 85% và 84% từ Game Rankings và Metacritic.

### Tương lai
Sau khi EA Los Angeles thành lập nhóm nội bộ Danger Close và chuyển sang tập trung vào loạt game Medal of Honor, EA thành lập một studio mới là BioWare Victory để tiếp tục thương hiệu Command & Conquer . Ngày 10 tháng 12 năm 2011, Electronic Art công bố rằng game tiếp theo trong thương hiệu sẽ mang tên Command & Conquer: Generals 2 . Ngày 14 tháng 12, họ cũng thông báo rằng một game Command & Conquer MMO free-to-play dựa trên trình duyệt hiện đang được phát triển dưới tên gọi Command & Conquer: Tiberium Alliances . Vào ngày 15 tháng 12, Tiberium Alliances bắt đầu giai đoạn closed beta .
Ngày 15 tháng 8 nặm 2012, "Generals 2" được công bố sẽ được chuyển đổi sang một game free-to-play được gọi đơn giản là Command & Conquer . Trò chơi mới sẽ được dựa trên phân nhánh Generals và hiện đang lên kế hoạch phát hành vào năm 2013.

## Phát triển
Westwood Studios (1995–2002)
- 1995 – Command & Conquer

- 1996 – Command & Conquer – The Covert Operations

- 1996 – Command & Conquer: Red Alert

- 1997 – Command & Conquer: Red Alert – Counterstrike
- 1997 – Command & Conquer: Red Alert – The Aftermath
- 1998 – Command & Conquer: Red Alert – Retaliation

- 1997 – Command & Conquer: Sole Survivor
- 1999 – Command & Conquer: Tiberian Sun

- 2000 – Command & Conquer: Tiberian Sun – Firestorm

- 2002 – Command & Conquer: Renegade

EA Pacific (hoặc Westwood Pacific) (2000–2003)
- 2000 – Command & Conquer: Red Alert 2

- 2001 – Command & Conquer: Yuri's Revenge

- 2003 – Command & Conquer: Generals

EA Los Angeles (2003—2010)
- 2003 – Command & Conquer: Generals – Zero Hour

- 2007 – Command & Conquer 3: Tiberium Wars

- 2008 – Command & Conquer 3: Kane's Wrath

- 2008 – Command & Conquer: Red Alert 3

- 2009 – Command & Conquer: Red Alert 3 – Uprising

- 2010 – Command & Conquer 4: Tiberian Twilight

EA Phenomic (2011)
- 2012 – Command & Conquer: Tiberium Alliances

BioWare Victory (2011-nay)
- 2013 – Command & Conquer

## Âm nhạc
Phần lớn âm nhạc cho thương hiệu được sáng tác và sản xuất bởi cựu giám đốc âm thanh của Westwood Studios và nhà soạn nhạc video game Frank Klepacki cho các trò chơi đầu tiên, với các bài khác được đưa vào bởi một số người khác sau khi Westwood Studios giải thể vào năm 2003. Klepacki trở về làm việc cho thương hiệu trong năm 2008, nhưng chỉ để giúp đỡ cho soundtrack của Red Alert 3. Âm nhạc đã được nhận xét tích cực bởi các nhà phê bình, mặc dù lời khen ngợi cao hơn với mục trước đó.
Các bài nhạc ban đầu cho Command & Conquer: Red Alert được soạn bởi Frank Klepacki và được bình chọn là nhạc trò chơi hay nhất của năm 1996 bởi PC Gamer và tạp chí Gameslice . Một trong số các bài hát nổi tiếng nhất của ông trong thương hiệu là nhạc chủ đề của Red Alert, có tiêu đề "Hell March", đánh dấu phong cách của trò chơi với âm thanh của guitar điện kết hợp với âm thanh của tiếng bước hành quân và tổng hợp thành một bản thánh ca kịch tính. Ban đầu bài nhạc dự định là nhạc chủ đề cho phe Brotherhood of Nod trong bản mở rộng Covert Operation của Command & Conquer gốc năm 1995 , nhưng cuối cùng đã trở thành bài nhạc cho phân nhánh Red Alert, và phiên bản thứ hai của "Hell March" đã được tạo ra cho Command & Conquer: Red Alert 2.
Sau khi C&C ra đời, tôi đã không lãng phí thời gian đá Covert Ops. Tôi đã viết một số bài nhạc chủ đề theo phong cách môi trường xung quanh mà họ hỏi tôi làm, và sau đó tôi bắt đầu mày mò với bài hát heavy metal mà tôi đang cố gắng để trang bị cho Nod trong trò chơi C&C lớn tiếp theo. Brett Sperry đến văn phòng của tôi và nói: "Anh có bất cứ điều gì mà tôi có thể nghe cho C&C mới ?" Tôi chơi cho anh ta. Anh ta nói "Tên của bài này là gì? " Tôi nói: "Hell March." Anh ấy nói: "Đó là bài hát chữ ký cho trò chơi tiếp theo của chúng tôi.".— Frank Klepacki, Nhà soạn nhạc lão luyện

## Di sản
| Game                                      | GameRankings | Metacritic |
| ----------------------------------------- | ------------ | ---------- |
| Command & Conquer                         | 84.33%       | 94%        |
| Command & Conquer – The Covert Operations | 72%          | –          |
| Sole Survivor                             | 62%          | –          |
| Command & Conquer: Tiberian Sun           | 80%          | –          |
| Firestorm                                 | 73%          | –          |
| Command & Conquer: Renegade               | 75%          | 75%        |
| Command & Conquer 3: Tiberium Wars        | 85%          | 85%        |
| Kane's Wrath                              | 77%          | 77%        |
| Command & Conquer 4: Tiberian Twilight    | –            | 64%        |
| Command & Conquer: Red Alert              | 91%          | 90%        |
| Counterstrike                             | 63%          | –          |
| The Aftermath                             | 70%          | –          |
| Command & Conquer: Red Alert 2            | 86%          | 84%        |
| Yuri's Revenge                            | 85%          | 86%        |
| Command & Conquer: Red Alert 3            | 81%          | 82%        |
| Uprising                                  | 65%          | 64%        |
| Command & Conquer: Generals               | 85%          | 84%        |
| Zero Hour                                 | 84%          | 83%        |

Command & Conquer là một thành công thương mại lớn với hơn 30 triệu bản Command & Conquer được bán trong năm 2009 . Trò chơi trong thương hiệu đã gần như luôn được đánh giá cao trên trang web đánh giá game như Game Rankings và Metacritic, trong đó có nhiều dữ liệu được thu thập từ nhiều trang web. Như đã nêu trong bảng bên phải, điểm đánh giá trò chơi Command & Conquer cao nhất là số điểm 94% từ Metacritic. Trò chơi được đánh giá điểm trung bình cao nhất trên cả hai trang web là Command & Conquer: Red Alert với điểm trung bình là 90%. Thương hiệu Command & Conquer có số điểm đánh giá trung bình khoảng 80% bao gồm các bản mở rộng và khoảng 84% nếu không tính.
Lịch sử lâu dài của Command & Conquer dẫn đến việc tổ chức Guinness thế giới trao 6 kỷ lục thế giới trong World Guinness Records: Gamer's Edition 2008. Những kỷ lục này bao gồm "loạt RTS bán chạy nhất" và "diễn viên xuất sắc đóng vai lâu nhất trong video game" cho Joe Kucan, người đã đóng vai Kane, một nhân vật trong dòng game, cho 15 năm qua.